# Белюстина, Людмила Николаевна
Людмила Николаевна Белюстина (19.10.1919 — 08.09.1998) — российский учёный, доктор технических наук (1984), лауреат Государственной премии СССР (1986).

## Биография
Родилась во Владивостоке в семье инженера-путейца дворянского происхождения, внучка адмирала Черноморского флота.
В 1935 году поступила в Горьковский педагогический институт, через два года перевелась на физико-математический факультет Горьковского государственного университета имени Н. И. Лобачевского, дипломница профессора Артемия Григорьевича Майера.
В 1940—1942 годах училась в аспирантуре, научный руководитель профессор Иван Романович Брайцев.
С 1943 года и до конца войны работала бухгалтером.
В 1945 году вернулась в университет и была зачислена ассистентом кафедры теории колебаний и автоматического регулирования. С 1948 года старший научный сотрудник в отделе А. А. Андронова в Горьковском исследовательском физико-техническом институте (ГИФТИ) при Горьковском университете, занималась изучением систем с цилиндрическим фазовым пространством. В 1956 году защитила кандидатскую диссертацию под руководством Евгении Александровны Леонтович-Андроновой.
С начала 1960-х годов занималась изучением систем фазовой синхронизации, организовала в НИИ ПМК научную лабораторию по этой тематике. Инициатор создания и с 1964 первый директор НИИ прикладной математики и кибернетики при Горьковском университете. С 1965 заведующая лабораторией ГГУ, с 1991 ведущий научный сотрудник.
Докторская диссертация:
- Качественно-численный анализ нелинейных систем управления частотой и фазой : диссертация … доктора технических наук : 05.13.02. — Горький, 1982. — 440 c. : ил. (Автоматическое управление и регулирование).

Доктор технических наук (1984).
Лауреат Государственной премии СССР (1986, в составе коллектива) — за цикл работ «Теория фазовой синхронизации в радиотехнике и связи».
Муж — Алексей Всеволодович Беллюстин (1913—1991), в 1965—1978 гг. зав. кафедрой кристаллографии физического факультета Горьковского университета.
Похоронена на Бугровском кладбище, 10 участок.